# Kirchlindach
Kirchlindach é uma comuna da Suíça, situada no distrito administrativo de Berna-Mittelland, no cantão de Berna. Tem 11,9 km² de área e sua população em 2018 foi estimada em 3.158 habitantes.